# Joanna Moore
Joanna Moore (även känd som Joanna Cook Moore), född Dorothy Joanne Cook den 10 november 1934 i Americus, Georgia, död 22 november 1997 i Indian Wells i Riverside County, Kalifornien, var en amerikansk skådespelerska. Hon hade bland annat gästroller i TV-serierna Perry Mason, Alfred Hitchcock presenterar, Krutrök, Jagad och Mannen från UNCLE.
På film spelade hon bland annat i Drömsheriffen från 1962 med Elvis Presley.

## Privat
Åren 1963–1967 var Joanna Moore gift med skådespelaren Ryan O'Neal och tillsammans fick de barnen Griffin och Tatum O'Neal, även de skådespelare.
Moore avled i sviterna av lungcancer. Hon är begravd på Oak Grove Cemetery i sin hemstad Americus i Georgia.